# Jugowskoje
Jugowskoje (ros. Юговское) – wieś (sieło) w Rosji, w Kraju Permskim, w rejonie kungurskim. W 2010 liczyła 592 mieszkańców.